# Красноярскпромхимстрой
Красноярскпромхимстрой — строительный трест, работавший в Красноярском крае в XX веке.
Трестом за время своего существования было построено более 60 промышленных предприятий.

## История треста

### Создание треста
«Красноярскпромхимстрой» Наркомстроя был создан Постановлением СНК СССР от 1 сентября 1939 года за №919 на базе строительной конторы Бумстроя Главлесстроя Наркомлеса.
Строительная контора Бумстроя была создана в 1935 году для строительства Красноярского целлюлозно-бумажного комбината. Решение о строительстве Красноярского ЦБК было принято в 1932 году ВСНХ и СНК СССР. Строительство ЦБК началось в 1936 году.
В 1940 году «Красноярскпромхимстрою» было поручено строительство: Красноярского машиностроительного завода, Завода тяжелого машиностроения, ТЭЦ, хлебозавода и дрожжевого завода. Трест кроме промышленного строительства строил жильё и социальные объекты: школы, клубы, и т. д.

### Великая Отечественная война
После начала Великой Отечественной войны в Красноярск был эвакуирован Харьковский строительный трест №26 (Решением СНК СССР от 27 августа 1941 года). Трест должен был начать строительство оборонных предприятий. 8 сентября 1941 года приказом Наркомстроя СССР Харьковский строительный трест №26 и трест «Красноярскпромхимстрой» были объединены в Особую строительно-монтажную часть №26 «Красноярскпромхимстрой» («ОСМЧ-26 Красноярскпромхимстрой»).
ОСМЧ-26 начал строительство заводов № 580 (позднее Химкомбинат «Енисей») и «Красный Профинтерн» (позднее переименован в «Сибтяжмаш»). В 1943 году ОСМЧ-26 начал строительство цементного завода и понтонного моста через Енисей. В 1944 году началось строительство ТЭЦ. 18 февраля 1945 года была запущена первая очередь завода «Красный Профинтерн», обеспечивающая крупносерийное производство грузовых паровозов средней мощности серии СО, металлургических кранов и других машин для тяжёлой промышленности.

### После войны
После войны «Красноярскпромхимстрой» строил: Завод синтетического каучука, шиферный завод (ныне ОАО «Волна»), цементный завод, Красноярский паровозостроительный (позднее завод «Сибтяжмаш»), завод 522 (Красноярский завод химического волокна), завод 580 (Химкомбинат «Енисей»), радиозавод. Трест вёл жилищное строительство. В 1968 году завершилось строительство первой очереди завода резинотехнических изделий (Красноярский завод РТИ).
На 1 января 1947 года в «Красноярскпромхимстрое» работали 3767 человек. 17,5%  от общего количества рабочих составлял спецконтингент — заключенные (в основном, уголовники), 23,5 % всех рабочих составляли военнопленные японцы.
В 1949 году трест «Красноярскпромхимстрой» был переименован в трест №47 Министерства строительства предприятий машиностроения, Главного управления по строительству районов Севера и Дальнего Востока.
В  августе 1953 года из Совгавани в Красноярск были переведены семь отдельных военно-строительных батальонов из состава войск Министерства госбезопасности. Они были переданы тресту№ 47. Численность рабочих треста выросла более чем на восемь тысяч человек.
В 1958 году в Красноярске на улице 26 Бакинских комиссаров трест начал строительство крупнопанельного дома — первого в Красноярском крае.
В 1970-е годы в трест входило шесть строительных управлений, участок по монтажу сборных железобетонных конструкций, строительная база, две жилищно-коммунальные конторы, издавалась газета «Строитель».
Трест был ликвидирован в 2001 году.
В 2007 году в Красноярске, по адресу ул. 26 Бакинских комиссаров д. 44, была зарегистрирована строительная компания с таким же названием.

## Награды
- Орден Трудового Красного Знамени — 1945 год[источник не указан 658 дней].